# Eesti Meistrivõistlused (femminile)
La Eesti Meistrivõistlused è la massima serie del campionato estone di pallavolo femminile: al torneo partecipano sette squadre di club estoni e la squadra vincitrice si fregia del titolo di campione d'Estonia.

## Albo d'oro
| Anno             | Podio           | Podio           | Podio           |
| Campione         | Seconda         | Terza           |                 |
| ---------------- | --------------- | --------------- | --------------- |
| 1991-92 Dettagli | TLÜ             | Viljandi Metall | Duo             |
| 1992-93 Dettagli | TLÜ             | Viljandi Metall | Duo             |
| 1993-94 Dettagli | Duo             | Prosport Tartu  | TLÜ             |
| 1994-95 Dettagli | TLÜ             | Duo             | Viljandi Metall |
| 1995-96 Dettagli | Duo             | Pärnu           | Audentese       |
| 1996-97 Dettagli | Pärnu           | Audentese       | Duo             |
| 1997-98 Dettagli | Pärnu           | TLÜ             | Audentese       |
| 1998-99 Dettagli | Pärnu           | Duo             | Viljandi Metall |
| 1999-00 Dettagli | Selver Viimsi   | TLÜ             | Viljandi Metall |
| 2000-01 Dettagli | Selver Viimsi   | Pärnu           | Audentese       |
| 2001-02 Dettagli | Selver Viimsi   | Pärnu           | Audentese       |
| 2002-03 Dettagli | Pärnu           | Selver Viimsi   | Viljandi Metall |
| 2003-04 Dettagli | TLÜ             | Pärnu           | Selver Viimsi   |
| 2004-05 Dettagli | TLÜ             | Selver Viimsi   | Duo             |
| 2005-06 Dettagli | TLÜ             | Selver Viimsi   | Duo             |
| 2006-07 Dettagli | Selver Viimsi   | Pärnu           | Duo             |
| 2007-08 Dettagli | Selver Viimsi   | Viljandi Metall | Duo             |
| 2009-09 Dettagli | Selver Viimsi   | Viljandi Metall | TLÜ             |
| 2009-10 Dettagli | Viljandi Metall | Selver Viimsi   | Pärnu           |
| 2010-11 Dettagli | Viljandi Metall | Selver Viimsi   | Duo             |
| 2011-12 Dettagli | Viljandi Metall | Selver Viimsi   | Pärnu           |
| 2012-13 Dettagli | Viljandi Metall | Võru            | Duo             |
| 2013-14 Dettagli | Kohila          | TalTech         | Võru            |
| 2014-15 Dettagli | Kohila          | TalTech         | Duo             |
| 2015-16 Dettagli | Kohila          | TalTech         | TLÜ             |
| 2016-17 Dettagli | Kohila          | Duo             | TalTech         |
| 2017-18 Dettagli | Duo             | TalTech         | TLÜ             |
| 2018-19 Dettagli | Duo             | TalTech         | Saaremaa        |
| 2019-20 Dettagli | Non assegnato   | Non assegnato   | Non assegnato   |
| 2020-21 Dettagli | TalTech         | Võru            | Duo             |
| 2021-22 Dettagli | TLÜ             | Duo             | Audentese       |
| 2022-23 Dettagli | TalTech         | Duo             | Viljandi Metall |

## Palmarès
| Squadra         | Titolo | Stagione                                                      |
| --------------- | ------ | ------------------------------------------------------------- |
| TLÜ             | 7      | 1991-92, 1992-93, 1994-95, 2003-04, 2004-05, 2005-06, 2021-22 |
| Selver Viimsi   | 6      | 1999-00, 2000-01, 2001-02, 2006-07, 2007-08, 2008-09          |
| Duo             | 4      | 1993-94, 1995-96, 2017-18, 2018-19                            |
| Pärnu           | 4      | 1996-97, 1997-98, 1998-99, 2002-03                            |
| Viljandi Metall | 4      | 2009-10, 2010-11, 2011-12, 2012-13                            |
| Kohila          | 4      | 2013-14, 2014-15, 2015-16, 2016-17                            |
| TalTech         | 2      | 2020-21, 2022-23                                              |